# Gare d'Ikeda (Hokkaidō)
La gare d'Ikeda (池田駅, Ikeda-eki) est une gare ferroviaire du bourg d'Ikeda, à Hokkaidō au Japon. La gare est exploitée par la compagnie JR Hokkaido.

## Situation ferroviaire
La gare d'Ikeda est située au point kilométrique (PK) 68,0 de la ligne principale Nemuro.

## Historique
La gare a été inaugurée le 15 décembre 1904. Le 21 avril 2006, la ligne Furusato Ginga au départ d'Ikeda ferme.

## Service des voyageurs

### Accueil
La gare dispose d'un bâtiment voyageurs, avec guichets, ouvert tous les jours.

### Desserte
- Ligne principale Nemuro :
  - voies 1 à 3 : direction Shintoku et Sapporo ou direction Kushiro